# 合室乡
合室乡，是中华人民共和国山西省长治市潞城区下辖的一个乡镇级行政单位。2021年4月1日，撤销合室乡，整建制并入潞华街道。

## 行政区划
合室乡下辖以下地区：
。